# Young Artist Awards 2013
Die Young Artist Awards 2013 wurden von der Young Artist Foundation, einer 1979 gegründeten Non-Profit-Organisation, am 5. Mai 2013 im Empire Ballroom des Sportsmen’s Lodge, einem Hotel in Studio City, Los Angeles, vergeben. Die Nominierungen wurde bereits vorher am 31. März 2013 bekannt gegeben. Es ist die 34. Verleihung der Awards seit der ersten Verleihung im Jahre 1979. Die Auszeichnung wurde in insgesamt 49 Kategorien für herausragende Leistungen von jungen Schauspielern und Schauspielerinnen in den Bereichen Film, Fernsehen und Theater verliehen. Bei dieser Verleihung wurden erstmals auch Leistungen von jungen Internetkünstlern durch die Einführung der Kategorie Bester Internetauftritt gewürdigt.
Während der Zeremonie gab es Live-Musik von der Popgruppe Jetset Getset aus Indiana, von der Sängerin Agina Alvarez aus Los Angeles und von der aus Kentucky stammenden Musikerin Olivia Faye. Aufgrund des Todes von Maureen Dragone, Präsidentin und Gründerin der Young Artist Association, am 8. Februar 2013, wurde während der Verleihung ein Tribut in ihrer Ehre abgehalten.

## Preisträger und Nominierte im Bereich Film

### Bester Hauptdarsteller in einem Spielfilm
- Tom Holland – The Impossible (Lo imposible)
  - Jared Gilman – Moonrise Kingdom
  - Zachary Gordon – Gregs Tagebuch 3 – Ich war’s nicht! (Diary of a Wimpy Kid: Dog Days)
  - Quinn Lord – Imaginaerum by Nightwish
  - Jason Spevack – Jesus Henry Christ
  - Christian Traeumer – Das Kind

### Beste Hauptdarstellerin in einem Spielfilm
- Kathryn Newton – Paranormal Activity 4
- Quvenzhané Wallis – Beasts of the Southern Wild
  - Tara Lynne Barr – God Bless America
  - Kara Hayward – Moonrise Kingdom

### Bester Schauspieler in einem Spielfilm – zehn Jahre oder jünger
- CJ Adams – Das wundersame Leben von Timothy Green (The Odd Life of Timothy Green)
  - Chandler Canterbury – A Bag of Hammers
  - Riley Thomas Stewart – The Lucky One – Für immer der Deine (The Lucky One)

### Bester Nebendarsteller in einem Spielfilm
- Robert Capron – Gregs Tagebuch 3 – Ich war’s nicht! (Diary of a Wimpy Kid: Dog Days)
- Austin MacDonald – Jesus Henry Christ
  - Karan Brar – Gregs Tagebuch 3 – Ich war’s nicht! (Diary of a Wimpy Kid: Dog Days)
  - Zach Callison – Rock Jocks
  - Alex Ferris – In Their Skin
  - Daniel Huttlestone – Les Misérables
  - Samuel Joslin – The Impossible (Lo imposible)
  - Gulliver McGrath – Dark Shadows

### Beste Nebendarstellerin in einem Spielfilm
- Savannah Lathem – California Solo
  - Maude Apatow – Immer Ärger mit 40 (This is 40)
  - Mackenzie Foy – Breaking Dawn – Biss zum Ende der Nacht, Teil 2 (The Twilight Saga: Breaking Dawn – Part 2)
  - Joey King – The Dark Knight Rises
  - Laine MacNeil – Gregs Tagebuch 3 – Ich war’s nicht! (Diary of a Wimpy Kid: Dog Days)
  - Odeya Rush – Das wundersame Leben von Timothy Green (The Odd Life of Timothy Green)

### Bester Nebendarsteller in einem Spielfilm – zehn Jahre oder jünger
- Sebastian Banes – In the Family
  - Kyle Harrison Breitkopf – Die Bestimmer – Kinder haften für ihre Eltern (Parental Guidance)
  - Cameron M. Brown – Abraham Lincoln Vampirjäger (Abraham Lincoln: Vampire Hunter)
  - Connor & Owen Fielding – Gregs Tagebuch 3 – Ich war’s nicht! (Diary of a Wimpy Kid: Dog Days)
  - Pierce Gagnon – Looper
  - Joseph Paul Kennedy – Nature Calls
  - Oaklee Pendergast – The Impossible (Lo imposible)
  - John Paul Ruttan – Das gibt Ärger (This Means War)
  - Joshua Rush – Die Bestimmer – Kinder haften für ihre Eltern (Parental Guidance)

### Beste Nebendarstellerin in einem Spielfilm – zehn Jahre oder jünger
- Isabelle Allen – Les Misérables
  - Dalila Bela – Gregs Tagebuch 3 – Ich war’s nicht! (Diary of a Wimpy Kid: Dog Days)
  - Lexi Cowan – Promised Land
  - Raevan Lee Hanan – Cloud Atlas
  - Emma Rayne Lyle – Why Stop Now

### Beste Besetzung in einem Spielfilm
- Zachary Gordon, Robert Capron, Peyton List, Karan Brar, Laine MacNeil, Connor & Owen Fielding, Devon Bostick und Grayson Russell – Gregs Tagebuch 3 – Ich war’s nicht! (Diary of a Wimpy Kid: Dog Days)
  - Bailee Madison, Joshua Rush, Kyle Harrison Breitkopf – Die Bestimmer – Kinder haften für ihre Eltern (Parental Guidance)

### Bester Schauspieler in einem internationalen Spielfilm
- Antoine Olivier Pilon, Kanada – Les Pee-Wee 3D
  - Mahmoud Asfa, Palästina – When I Saw You
  - Teo Gutierrez Romero, Argentinien – Infancia clandestina
  - Rick Lens, Niederlande – Kauwboy
  - Emilien Neron, Kanada – Monsieur Lazhar

### Beste Schauspielerin in einem internationalen Spielfilm
- Alice Morel-Michaud, Kanada – Les Pee-Wee 3D
  - Fátima Buntinx, Mexiko – Las Malas Intenciones
  - Tessa la González, Peru – Después de Lucía
  - Sophie Nélisse, Kanada – Monsieur Lazhar

### Bester Schauspieler in einem Kurzfilm
- Connor Beardmore – When I Grow Up, I Want To Be A Dinosaur
  - Dakota Bales – A.B.S.
  - Joshua Bales – A.B.S.
  - Mark D’Sol – A.B.S.
  - Jonathon Tyler Ford – No Hitter
  - Andy Scott Harris – The Stone on the Shore
  - Joey Luthman – Tough Guy
  - Caon Mortenson – A.B.S.
  - Matthew Nardozzi – May
  - Brandon Tyler Russell – Transcendence

### Bester Schauspieler in einem Kurzfilm – elf oder zwölf Jahre
- Dawson Dunbar – A Strange Day in July
- Christian Traeumer – Bolero
  - Brady Bryson – Under the Big Top
  - Samuel Caruana – Kickstart Theft
  - Joshua Costea – Lucid
  - Josh Feldman – The Sleepover
  - Tanner Saunders – Say Lovey
  - Tai Urban – Hiding Game

### Bester Schauspieler in einem Kurzfilm – zehn Jahre oder jünger
- Nicolas Neve – A Sunflower
  - Alexander Almaguer – The Best Man
  - Peter Bundic – Man of the House
  - Richard Davis – The Comeback Kid
  - Jack Fulton – Night Light
  - Edward Sass III – The Cure

### Beste Schauspielerin in einem Kurzfilm
- Jolie Vanier – Hello, My Name is Abigail
  - Brighid Fleming – A.B.S.
  - Carol Huska – Breaking Over Me
  - Leeah D. Jackson – A Mother’s Choice: The Ultimatum
  - Chanel Marriott – Bombay Beach
  - Brea Renee – A Mother’s Choice: The Ultimatum
  - Kiana Lyz Rivera – The Supplement
  - Courtney Robinson – A.B.S.
  - Jordan Van Vranken – Detention

### Beste Schauspielerin in einem Kurzfilm – elf oder zwölf Jahre
- Paris Smith – Scouted
  - Ava Allan – Billie Speare
  - Jade Aspros – Life Doesn’t Frighten Me
  - Tara-Nicole Azarian – ROTFL
  - Lacy Kay – Olivia
  - Ashley Lonardo – Clear Revenge
  - Elise Luthman – More Than Words
  - Ashley Lynn Switzer – Handbag

### Beste Schauspielerin in einem Kurzfilm – zehn Jahre oder jünger
- Katelyn Mager – When I Grow Up, I Want To Be A Dinosaur
- Hannah Swain – Geronimo
  - Eliana Calogiros – By My Side
  - Genea Charpentier – The Old Woman in the Woods
  - Megan Charpentier – The Old Woman in the Woods
  - Kaitlin Cheung – Frank
  - Maia Costea – Maia
  - Bianca D’Ambrosio – Voodoo the Right Thing
  - Chiara D’Ambrosio – Voodoo the Right Thing
  - Jada Facer – Nina Del Tango
  - Eliza Faria – A Strange Day in July
  - Bridget Jeske – Rumpelstiltskin
  - Peyton Kennedy – The Offering
  - Ariyena Koh – Little Mao
  - Veronica McFarlane – Nobody’s Victim
  - Savannah McReynolds – Transcendence
  - Alisha Newton – No Place Like Home
  - Alisha-Jo Penney – Like Smoke
  - Marlowe Peyton – How To Get To Candybar

### Bester Schauspieler in einem DVD-Film
- Ryan Hartwig – The Aggression Scale
- Brandon Tyler Russell – Smitty
  - David Chandler – FDR American Badass
  - Zach Louis – Golden Winter – Wir suchen ein Zuhause (Golden Winter)
  - Valin Shinyei – A Christmas Story 2
  - Austin Wolff – Golden Winter – Wir suchen ein Zuhause (Golden Winter)

### Beste Schauspielerin in einem DVD-Film
- Jordan Van Vranken – After the Wizard
  - Caitlin Carmichael – The Dog Who Saved the Holidays
  - Layla Crawford – Note to Self
  - Cassidy Mack – Chilly Christmas
  - Siobhan Williams – Flicka 3 – Beste Freunde (Flicka: Country Pride)

## Preisträger und Nominierte im Bereich Fernsehen

### Bester Hauptdarsteller in einem Fernsehfilm, Miniserie, Special oder Pilotfilm
- Josh Feldman – Santa Pfote 2 – Die Weihnachtswelpen (Santa Paws 2)
- Sean Michael Kyer – Anything But Christmas
  - Tucker Albrizzi – Shmagreggie Saves the World
  - Dylan Everett – Beste FReinde (Frenemies)
  - Trevor Jackson – Let It Shine – Zeig, was Du kannst! (Let It Shine)
  - Joey Luthman – The Joey and Elise Show

### Beste Hauptdarstellerin in einem Fernsehfilm, Miniserie, Special oder Pilotfilm
- Kyla Kenedy – Raising Izzie
  - Leah Lewis – Fred 3: Camp Fred
  - Elise Luthman – The Joey and Elise Show
  - Bella Thorne – Beste FReinde (Frenemies)
  - Zendaya – Beste FReinde (Frenemies)

### Bester Nebendarsteller in einem Fernsehfilm, Miniserie, Special oder Pilotfilm
- Valin Shinyei – Christmas Miracle
  - Emjay Anthony – Applebaum
  - Darien Provost – The Christmas Consultant

### Beste Nebendarstellerin in einem Fernsehfilm, Miniserie, Special oder Pilotfilm
- Eliza Faria – The Christmas Consultant
  - Ella Ballentine – Baby’s First Christmas
  - Dalila Bela – A Fairly Odd Christmas
  - Olivia Steele Falconer – A Fairly Odd Christmas
  - Danielle Parker – The Seven Year Hitch
  - Marlowe Peyton – Applebaum
  - Bobbie Prewitt – Animal Practice
  - Rowan Rycroft – Duke
  - Siobhan Williams – Christmas Miracle

### Bester Hauptdarsteller in einer Fernsehserie (Comedy oder Drama)
- Blake Michael – Hund mit Blog (Dog With a Blog)
  - Jared S. Gilmore – Once Upon a Time – Es war einmal… (Once Upon A Time)
  - Patrick Johnson – Dr. Dani Santino – Spiel des Lebens (Necessary Roughness)
  - David Mazouz – Touch
  - Chandler Riggs – The Walking Dead

### Beste Hauptdarstellerin in einer Fernsehserie (Comedy oder Drama)
- Savannah Paige Rae – Parenthood
- Torri Webster – Allein unter Jungs (Life with Boys)
  - Layla Crawford – The First Family
  - Christine Prosperi – Degrassi: The Next Generation
  - Olivia Scriven – Degrassi: The Next Generation
  - Victory Van Tul – Marvin, Marvin

### Bester Nebendarsteller in einer Fernsehserie (Comedy oder Drama)
- Tyree Brown – Parenthood
  - Karan Brar – Jessie
  - Max Charles – The Neighbors
  - Seth Issac Johnson – The Killing
  - Maxim Knight – Falling Skies
  - Austin MacDonald – Debra!
  - Ian Patrick – The Neighbors
  - Isaac Hempstead-Wright – Game of Thrones

### Beste Nebendarstellerin in einer Fernsehserie (Comedy oder Drama)
- Alisha Newton – Heartland – Paradies für Pferde (Heartland)
  - Taylor Blackwell – Magic City
  - Isabella Cramp – The Neighbors
  - Madison Lintz – The Walking Dead
  - Sophie Turner – Game of Thrones
  - Maisie Williams – Game of Thrones

### Bester Gastdarsteller in einer Fernsehserie
- Shak Ghacha – Touch
- Joey Luthman – Karate-Chaoten (Kickin’ It)
  - Connor Beardmore – Fringe – Grenzfälle des FBI (Fringe)
  - L. J. Benet – Bones – Die Knochenjägerin (Bones)
  - Harrison Thomas Boxley – Karate-Chaoten (Kickin’ It)
  - Michael Chey – New Girl
  - Donnie MacNeil – R.L. Stine’s The Haunting Hour
  - Daniel Polo – Touch

### Bester Gastdarsteller in einer Fernsehserie – zwischen elf und 13 Jahren
- Mateus Ward – Weeds – Kleine Deals unter Nachbarn (Weeds)
  - Brady Bryson – Übersinnliche Begegnungen – Stars erzählen (Celebrity Ghost Stories)
  - Parker Contreras – Victorious
  - Lucky Davis – Southland
  - Joe D’Giovanni – Victorious
  - Jake Elliot – 2 Broke Girls
  - Gregory Kasyan – Hawaii Five-0
  - Quinn Lord – Once Upon a Time – Es war einmal… (Once Upon A Time)
  - Robbie Tucker – Awkward – Mein sogenanntes Leben (Awkward.)

### Bester Gastdarsteller in einer Fernsehserie – zehn Jahre oder jünger
- Bruce Salomon – Emily Owens (Emily Owens, M.D.)
  - Thomas Barbusca – The New Normal
  - Jet Jurgensmeyer – Austin & Ally

### Beste Gastdarstellerin in einer Fernsehserie – zwischen 17 und 21 Jahren
- Erin Sanders – The Fresh Beat Band
  - Katlin Mastandrea – Anger Management
  - Jennifer Veal – Victorious

### Beste Gastdarstellerin in einer Fernsehserie – zwischen 14 und 16 Jahren
- Isabella Palmieri – Meine Schwester Charlie (Good Luck Charlie)
  - Jaylen Barron – Bones – Die Knochenjägerin (Bones)
  - Chelsey Bryson – The Secret Life of the American Teenager
  - Sadie Calvano – Karate-Chaoten (Kickin’ It)
  - Madison Curtis – Karate-Chaoten (Kickin’ It)
  - Laine MacNeil – Falling Skies

### Beste Gastdarstellerin in einer Fernsehserie – zwischen elf und 13 Jahren
- Anika Horne – Army Wives
  - Taylor Blackwell – Army Wives
  - Mandalyn Carlson – CSI: NY
  - Hannah Eisenmann – Criminal Minds
  - Olivia Steele Falconer – Falling Skies
  - Brighid Fleming – Awake
  - Bella King – Leverage
  - Madison Leisle – Steve TV
  - Kiernan Shipka – Apartment 23 (Don’t Trust the B--- in Apartment 23)

### Beste Gastdarstellerin in einer Fernsehserie – zehn Jahre oder jünger
- Charlotte White – Private Practice
  - Ella Anderson – A.N.T.: Achtung Natur-Talente (A.N.T.)
  - Melody Angel – How to Rock
  - Sage Boatright – Victorious
  - Caitlin Carmichael – Retired at 35
  - Namaiya Cunningham – Lazytown Super Sproutlet
  - Giana Gomez – Meine Schwester Charlie (Good Luck Charlie)
  - Kyla Kenedy – The New Normal
  - Rylan Lee – Victorious
  - Emma Rayne Lyle – Law & Order: Special Victims Unit
  - Danielle Parker – Apartment 23 (Don’t Trust the B--- in Apartment 23)
  - Alissa Skobye – R.L. Stine’s The Haunting Hour

### Bester wiederkehrender Schauspieler in einer Fernsehserie – zwischen 17 und 21 Jahren
- Brock Ciarlelli – The Middle
  - Austin MacDonald – Allein unter Jungs (Life with Boys)
  - RJ Mitte – Breaking Bad
  - Lyle O’Dononoe – Degrassi: The Next Generation
  - Mikey Reid – Victorious

### Bester wiederkehrender Schauspieler in einer Fernsehserie
- Martin Holden Weiner – Mad Men
  - Trevor Jackson – Eureka – Die geheime Stadt (Eureka)
  - Nicky Korba – Shameless
  - Robert Naylor – Being Human
  - Brandon Soo Hoo – Supah Ninjas

### Bester wiederkehrender Schauspieler in einer Fernsehserie – zehn Jahre oder jünger
- Rory & Declan McTigue – Boardwalk Empire
  - Tyler Champagne – The Client List
  - Stone Eisenmann – New Girl

### Beste wiederkehrende Schauspielerin in einer Fernsehserie – zwischen 17 und 21 Jahren
- Frederique Dufort – Unite 9
  - Katlin Mastandrea – The Middle
  - Erin Sanders – Big Time Rush

### Beste wiederkehrende Schauspielerin in einer Fernsehserie
- Addison Holley – Mein Babysitter ist ein Vampir (My Babysitter’s a Vampire)
- Kiernan Shipka – Mad Men
  - Jaylen Barron – See Dad Run
  - Lucy & Josie Gallina – Boardwalk Empire
  - Kayla Maisonet – Hund mit Blog (Dog With a Blog)
  - Lauren Dair Owens – New Girl

### Bester Schauspieler in einer Daytime-Fernsehserie
- Daniel Polo – Schatten der Leidenschaft (The Young and the Restless)
  - Andrew Trischitta – Liebe, Lüge, Leidenschaft (One Life to Live)
  - Terrell Ransom Jr. – Zeit der Sehnsucht (Days of our Lives)

### Beste Schauspielerin in einer Daytime-Fernsehserie
- Samantha Bailey – Schatten der Leidenschaft (The Young and the Restless)
  - Haley King – Schatten der Leidenschaft (The Young and the Restless)
  - Haley Pullos – General Hospital

### Bester Schauspieler in einer Daytime-Fernsehserie – zehn Jahre oder jünger
- Brooklyn Rae Silzer – General Hospital
  - Cheyanne Prelesnik – General Hospital
  - Campbell Rose – Zeit der Sehnsucht (Days of our Lives)

### Herausragende Besetzung in einer Fernsehserie
- Isabella Cramp, Ian Patrick und Max Charles – The Neighbors
  - Shauna Case, Shameik Moore, Chanelle Peloso, Tristan Pasterick, Jeremy Shada und Brandon Soo Hoo – Incredible Crew

## Preisträger und Nominierte im Bereich Synchronisation, Theater und Internetpräsentation

### Bester Synchronsprecher in einem Spielfilm
- Charlie Tahan – Frankenweenie
  - Tucker Albrizzi – ParaNorman
  - Kodi Smit-McPhee – ParaNorman

### Bester Synchronsprecher im Fernsehen
- Zach Callison – Sofia die Erste – Auf einmal Prinzessin (Sofia the First: Once Upon a Princess)
- Jake Sim – The Magic Hockey Skates
  - Jacob Ewaniuk – The Cat in the Hat Knows a Lot About That
  - Graeme Jokic – Franklin and Friends
  - Jet Jurgensmeyer – Spezialagent Oso
  - Regan Mizrahi – Dora (Dora the Explorer)
  - Mark Ramsey – Franklin and Friends

### Beste Synchronsprecherin im Fernsehen
- Caitlin Carmichael – Doc McStuffins, Spielzeugärztin (Doc McStuffins)
  - Addison Holley – Daniel Tiger’s Neighborhood
  - Nissae Isen – Mike der Ritter (Mike the Knight)
  - Ashleigh Midanik – The 99
  - Kiernan Shipka – Die Legende von Korra (The Legend of Korra)
  - Alexa Torrington – The Cat in the Hat Knows a Lot About That

### Bester Internetauftritt eines Schauspielers
- Luke Broyles – Up in Arms
  - Alex Dale – Up in Arms
  - Dawson Dunbar – Written By a Kid
  - Garret Palmer – Up in Arms
  - Michael Pena – Teens Wanna Know
  - Nathaniel Pena – Teens Wanna Know
  - Ivan Quijano – Up in Arms
  - Ethan Singal – Drugs Not 4 Me

### Bester Internetauftritt einer Schauspielerin
- Ariel Fournier – Beyond the Spotlight
  - Camden Angelis – Totally Amp’d
  - Madison Curtis – Up in Arms
  - Victoria Grace – Up in Arms
  - Emily Jordan – Up in Arms
  - Brandi Alyssa Young – The Dark One

### Bester Schauspieler in einem Theaterstück
- Matthew Nardozzi – Lyle the Crocodile
  - L.J Benet – Waiting For Gadot
  - Sean Eaton – The Square Root of Wonderful
  - Lewis Grosso – Newsies 
  - Aidan Wessels – The Music Man
  - Jordan Wessels – All the Way Home

### Beste Schauspielerin in einem Theaterstück
- Camden Angelis – Mary Poppins
  - Ella Ballentine – Numbers
  - Brielle Barbusca – Other People’s Organs
  - Sydney Rose – Dr. Seuss’ How the Grinch Stole Christmas! The Musical
  - Jolie Vanier – Charlie and the Chocolate Factory